# 黎騫
黎騫（?—?），字子鴻，號瀟僧，又號瀟雲。江西清江人。

## 生平
黎骞為順治十一年拔貢，康熙十八年監察御史鞠珣薦舉博學鴻儒科，試列二等二十六名，授翰林院檢討。曾參修《明史》。著有《玉堂集》。

## 家族
父黎祖壽，明萬曆四十一年（1613年）癸丑科進士。